# Jorge Miguel Couselo
Jorge Miguel Couselo (Buenos Aires, Argentina, 14 de abril de 1925 – Buenos Aires, 13 de mayo de 2001) fue un crítico de cine y periodista argentino que fue reconocido como un importante historiador del cine que sentó las bases de esa materia en su país.

## Actividad profesional
Fue un destacado crítico de cine, periodista e investigador que unía amplios conocimientos de crítico cinematográfico con una profunda pasión por el séptimo arte. Comenzó su actividad periodística en 1953 como redactor de enciclopedias en la editorial Códex. Más adelante se incorporó como crítico de cine en el nuevo diario Correo de la Tarde y en la revista Leoplán y a partir de 1965 fue secretario de redacción del Heraldo del Cine .
También trabajó, entre otros medios, en la revista Panorama  y en los diarios El Siglo , Mayoría , El Mundo, La Opinión y Clarín donde publicó sus notas sobre cine, teatro y literatura, que abordaban con igual talento el reportaje de actualidad, el fresco nostálgico de las figuras señeras de la pantalla y de los escenarios, las notas críticas y la filosa ironía que apuntaba, en cada una de sus formas, a la defensa de la libertad.
Además de sus numerosas notas, escribió libros de importancia sobre cine, entre ellos, El Negro Ferreyra, un cine por instinto, Gardel, mito y realidad y El tango en el cine y dirigió la colección en 24 volúmenes de los directores del cine argentino publicada por el Centro Editor de América Latina y por el Instituto Nacional de Cinematografía en la década de 1990-.
Fue entre 1972 y 1976 el primer director del Museo del Cine Pablo Ducrós Hicken. Tenaz enemigo de la censura, en 1984 fue designado al asumir el presidente Raúl Ricardo Alfonsín como interventor en el cuestionado Ente de Calificación Cinematográfica con el encargo de disolverlo. Luego de cumplir su tarea y de realizar un recordado informe con los 727 filmes prohibidos o cercenados entre 1969 y 1983, Couselo se retiró del cargo. Hasta 1989 trabajó en distintas funciones en el Instituto Nacional del Cine, fue jurado del Premio Konex en el rubro Espectáculos en 1991 y siguió luego con sus funciones docentes en la Universidad del Cine, donde dictaba Historia del Cine.
Además de trabajar en tres películas, Couselo fue el autor de los guiones de dos documentales: Imágenes del pasado (1961) y El tango en el cine (1979).

## Filmografía
Actor
- La cruz invertida (1985)
- La invitación (1982) …Médico
- Sombras en el Cielo (1961)

Guionista
- El tango en el cine (1979)
- Imágenes del pasado (1961)